# Evul Mediu Timpuriu

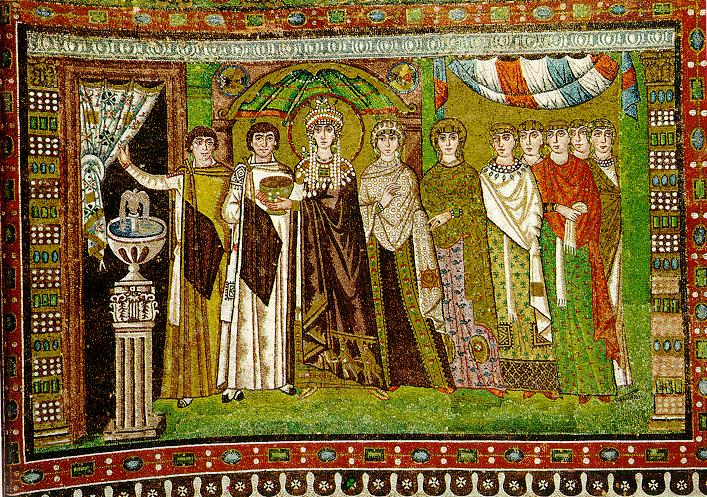
Soția lui Iustinian, Teodora, și curtea sa, într-un mozaic din secolul al VI-lea de la Basilica San Vitale din Ravenna.

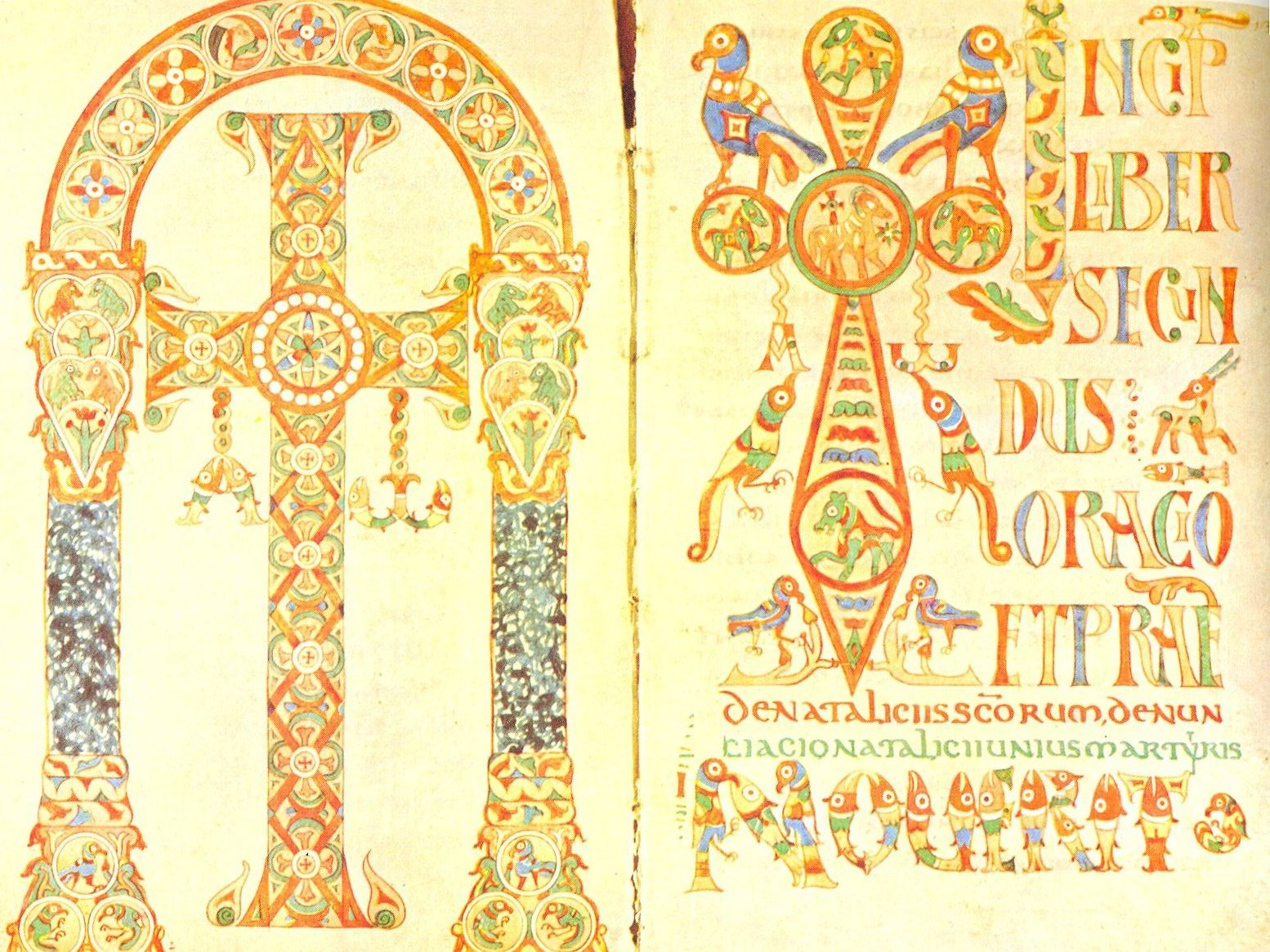
un manuscris din secolul al VIII-lea (Biblioteca Vaticanului, Reg. Lat. 316. foll. 131v/132r).

Evul Mediu Timpuriu reprezintă o perioadă din istoria lumii de după căderea Imperiului Roman de Apus, ce se întinde pe aproximativ cinci secole, între 500 și 1000 d. Hr., perioadă urmată de Evul Mediu Clasic sau Mijlociu.

## Prăbușirea Romei (372-410)

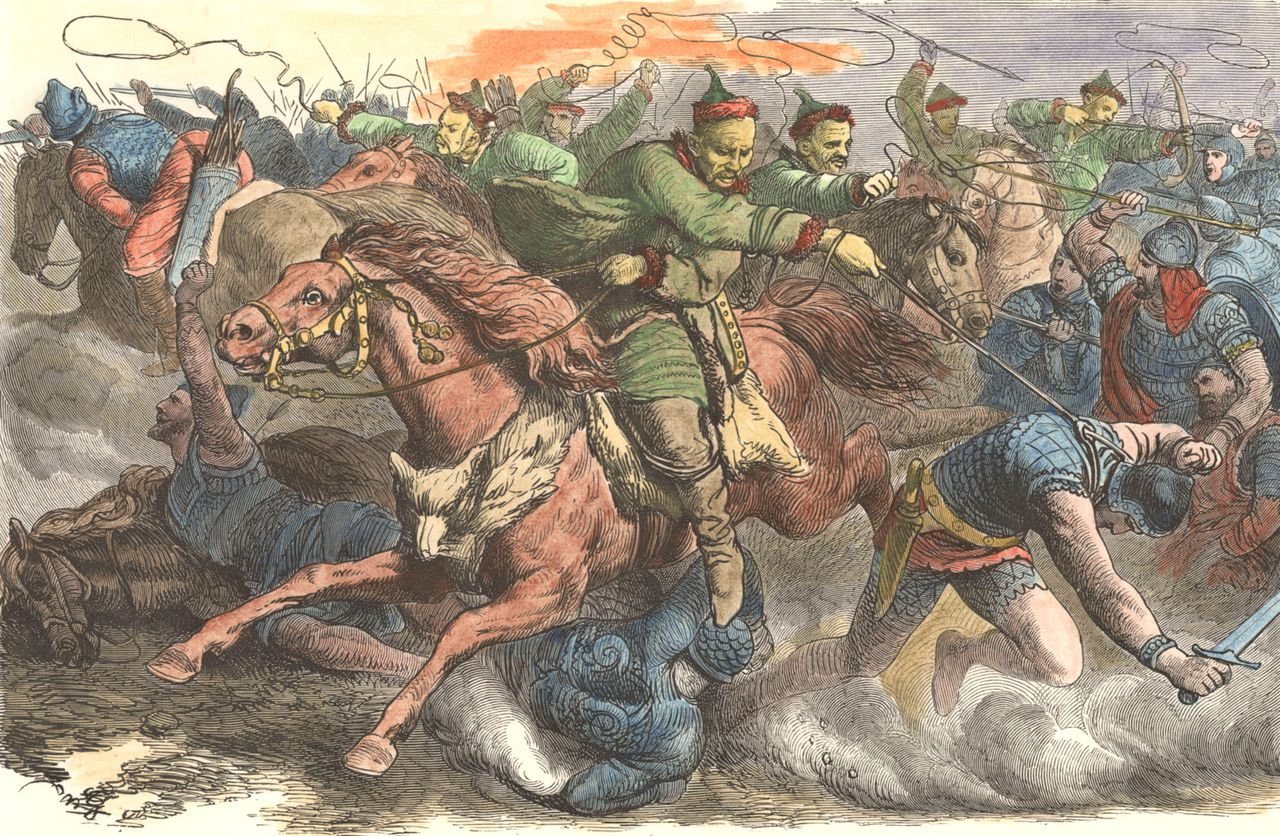
Die Hunnen im Kampf mit den Alanen, (Hunii în luptă cu alanii), Johann Nepomuk Geiger, 1873. Alanii, un popor iranian ce locuiau la nord și la est de Marea Neagră au fost dislocați de huni la începutul perioadei migrațiilor, și s-au așezat în Imperiul Roman.

Începând cu secolul al doilea, civilizația romană a intrat în declin, marcat de scăderi ale diverșilor indicatori, cum ar fi urbanizarea, comerțul maritim și populația. Numărul de epave mediteraneene din secolul al treilea descoperite reprezintă 40% din cel al epavelor descoperite din secolul I. Populația Imperiului a scăzut de la 65 de milioane în 150 la 50 de milioane în 400, un declin de peste 20 %. Acest lucru a fost considerat de unii istorici ca având legătură cu perioada rece (climă) a antichității și evului mediu timpuriu (100-700), când o scădere a temperaturii globale a redus recoltele.
Triburile germanice, migrând către sud din Scandinavia, au ajuns în nordul Marea Neagră la începutul secolului al III-lea. Ele au creat confederații ce s-au dovedit, pentru romani, inamici mai puternici decât sarmații cu care aceștia se confruntaseră înainte. Pe teritoriul sud-estic de azi al României și în stepele de la nord de Marea Neagră, goții, un popor germanic, au creat cel puțin două uniuni de triburi, una tervingă și celălalt greutungă. Sosirea hunilor în 372-375 a pus capăt istoriei acestor regate tribale. Hunii erau o confederație de triburi din Asia Centrală ce au fondat unul dintre cele mai mari imperii ale acelei perioade. Ei foloseau arcul compozit și trăgeau din goana cailor, dovedindu-se inamici redutabili. Goții au fost astfel nevoiți să se refugieze în teritoriile romane (376). Ei au acceptat să intre în Imperiul Roman neînarmați, însă mulți au mituit soldații romani de la graniță, care i-au lăsat să-și aducă armele.
Disciplina și organizarea legiunii romane o făceau foarte eficientă în luptă. Romanii preferau infanteria cavaleriei, deoarece infanteria își păstra coeziunea în luptă, în timp ce cavaleria avea tendința să fugă din fața pericolului. Totuși, spre deosebire de armatele barbare, legiunile aveau nevoie constantă de exerciții și de salarii, ceea ce le făceau foarte costisitoare pentru imperiu. Cu declinul activității economice și militare, veniturile din taxe au scăzut, iar sistemul a devenit dificil de menținut.

Migrațiile germanice din secolul al cincilea au fost provocate de distrugerea regatelor gote de către huni în 372-375. Roma a fost cucerită și jefuită de vizigoți în 410 și de vandali în 455.

În războiul gotic dintre 376 și 382, goții acceptați la sud de Dunăre, s-au răsculat și au înfruntat principala armată romană în Bătălia de la Adrianopol (378). Nedorind să împartă gloria, Împăratul Roman de Răsărit Valens a ordonat un atac asupra infanteriei tervinge de sub Fritigern, neașteptându-l pe Împăratul Roman de Apus Grațian, care sosea cu întăriri. În timp ce romanii erau în luptă, a sosit cavaleria greutungă. Doar o treime din armata romană a reușit să scape. A fost cea mai zdrobitoare înfrângere suferită de romani de la Cannae, după scriitorul roman Ammianus Marcellinus. Cea mai însemnată parte a armatei Imperiului de Răsărit a fost distrusă, Valens ucis, iar goții au putut apoi, liber să jefuiască Balcanii. Edward Gibbon afirmă că, "Romanii, care menționează atât de calm și de concis actele de dreptate făcute de legiuni, își rezervă compasiunea și elocvența pentru propriile lor suferințe, când provinciile au fost invadate și devastate de armatele barbarilor victorioși."
Imperiului Roman îi lipseau acum, resursele și poate dorința de a reconstrui armata profesionistă distrusă la Adrianopol, și a trebuit astfel să se bazeze și pe barbari care să lupte în numele său. Imperiul Roman de Răsărit a reușit să-i cumpere pe goți cu tribut. Imperiul Roman de Apus a avut o soartă mai dură. Stilicho, comandantul militar pe jumătate vandal al Imperiului (Roma), a luat trupe de la frontiera de pe Rin pentru a apăra Italia de invazia vizigoților din 402-403 și de a altor goți 406-07.
Fugind în fața avansării hunilor, vandalii, suebii, și alanii au lansat un atac peste Rinul înghețat în apropiere de Mainz, și, pe 31 decembrie 406, frontiera a cedat, iar triburile au pătruns în Galia. Au fost urmate la scurt timp după aceea de burgunzi și de cete de alemani. În urma puternicelor sentimente anti-barbare declanșate de invazie, împăratul Honorius l-a decapitat pe Stilicho, rămânând doar cu niște curteni incompetenți pentru a-l sfătui. În 410, vizigoții conduși de Alaric I au ocupat orașul Roma și l-au jefuit timp de trei zile.

## Perioada migrațiilor 400-700

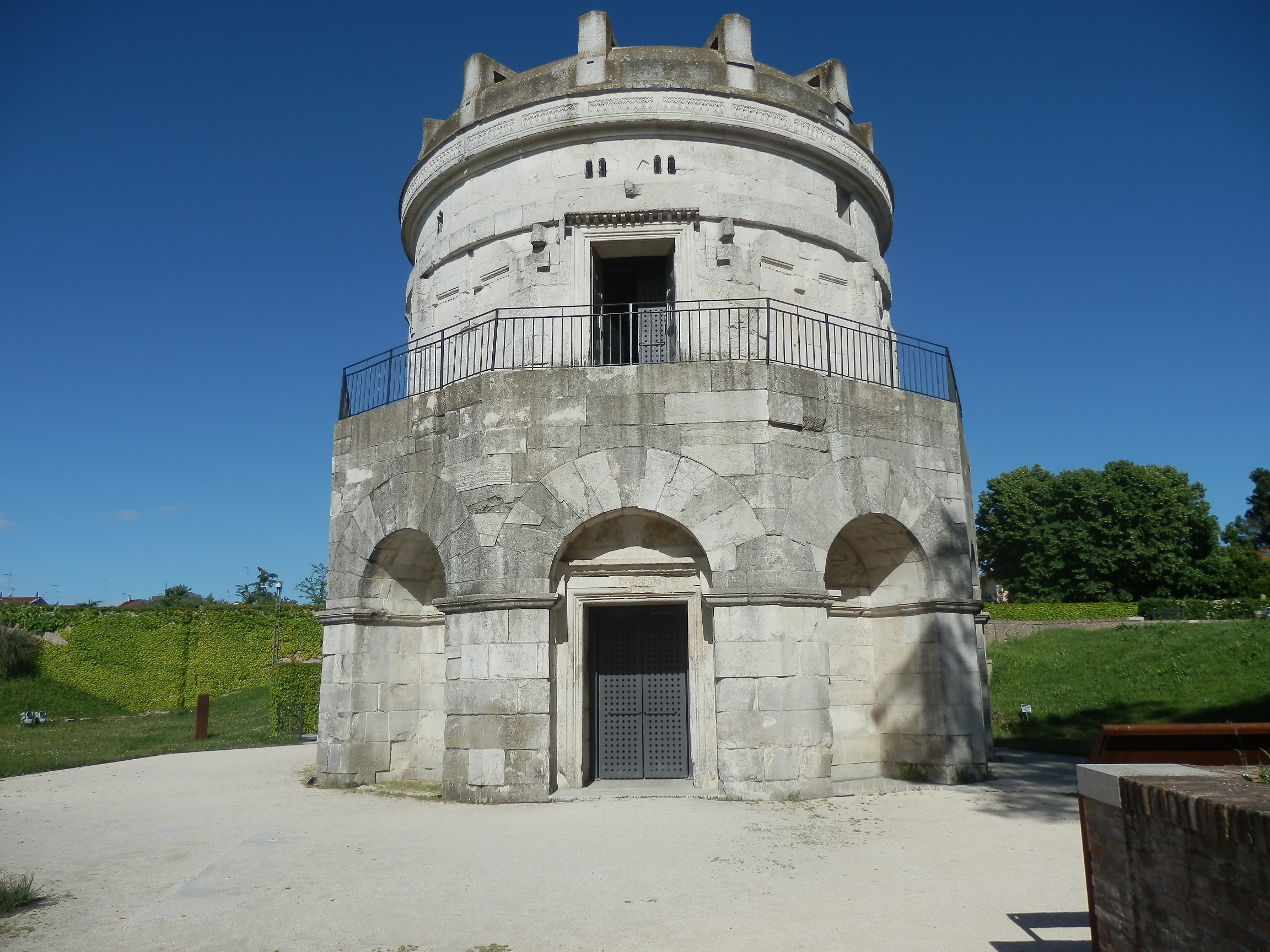
Mausoleul lui Teodoric din Ravenna este singurul exemplu de arhitectură ostrogotă, rămas până azi.

Goții și vandalii au fost abia primii din numeroasele valuri de invadatori ce au sosit în Europa occidentală. Unii erau interesați doar de jaf, și îi disprețuiau pe romani, alții admirau Roma, și doreau să-i devină moștenitori. „Un roman sărac face pe gotul, un got bogat pe romanul” a afirmat regele Teodoric al ostrogoților.
Romanii erau creștini trinitarieni, supuși disciplinați ai unui imperiu birocratic cu tradiții îndelungate. Popoarele germanice nu aveau o tradiție a orașelor, banilor sau scrisului. Ei erau recent convertiți la creștinismul arian și deci erau eretici pentru oamenii bisericii din imperiu.
Perioada migrațiilor a fost numită în istorie „Evul Mediu întunecat” de unii istorici vest-europeni, și Völkerwanderung, adică „rătăcirea popoarelor”, de cei germani. Numele de Evul Mediu întunecat a început să fie evitat după cel de-al Doilea Război Mondial, pentru a evita stereotipurile asociate frazei, precum și pentru că cercetări moderne par a indica faptul că vechile noțiuni de regres în domeniul artei, tehnologiei, politicii și organizării sociale nu sunt exacte.
Populația deja existentă a rămas sau a fost doar parțial dezlocuită. În timp ce popoarele din Franța, Italia, Spania sau România au continuat să vorbească dialecte provenite din limba latină, care astăzi formează limbile romanice, limba populației mai reduse ca număr din Anglia a dispărut fără a lăsa aproape nicio urmă în teritoriile cucerite de saxoni. Noile popoare au schimbat puternic societățile existente, inclusiv legile, cultura, religia și economia.

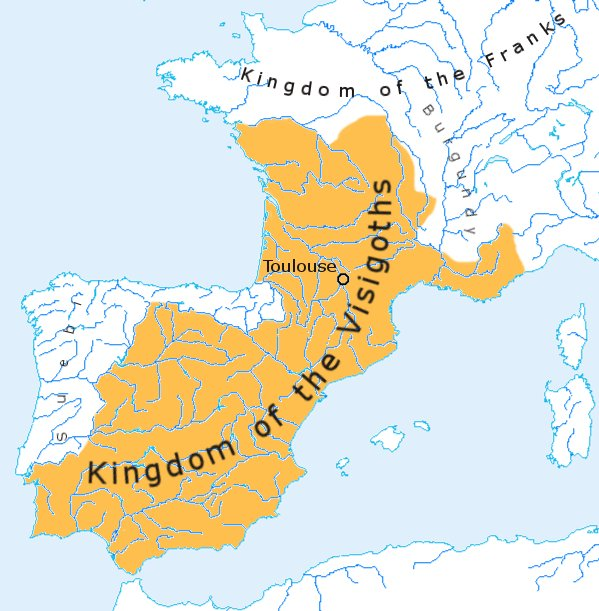
În jurul anului 500, vizigoții stăpâneau o mare parte din teritoriul de astăzi al Spaniei și Franței.

Pax Romana oferise siguranță meșteșugarilor și negustorilor, precum și un mediu propice pentru crearea de legături îndepărtate. Dezagregarea Imperiului a însemnat înlocuirea autorității Romei cu cea a nobililor locali, unii membri ai elitei conducătoare romanizate, alții ai culturii străine. În Aquitania, Gallia Narbonensis, sudul Italiei și Sicilia, Baetica și coasta mediteraneană a peninsulei Iberice, cultura romană s-a păstrat până în secolele al șaselea sau al șaptelea.
Peste tot, colapsul legăturilor economice și sociale a dus la izolarea diverselor grupuri de populație. Acest colaps era adesea rapid, întrucât devenea periculos transportul de bunuri sau oameni; în consecință, comerțul și manufactura pentru export s-au prăbușit. Industriile principale ce depindeau de comerț, cum ar fi fabricarea pe scară largă a ceramicii, au dispărut aproape peste noapte în locuri cum ar fi Marea Britanie. Infrastructura administrativă, educațională și militară a dispărut repede, și pierderea cursus honorum stabilit a dus la declinul școlilor și la o creștere a analfabetismului, chiar și în rândurile conducerii. Carierele lui Cassiodorus (mort aprox. 585) la începutul perioadei și a lui Alcuin de York (mort 804) la sfârșitul ei se bazau pe știința lor de carte.
În zona înainte romană s-a mai înregistrat o scădere de 20 % a populației între 400 și 600, sau o scădere de o treime pentru perioada 150 - 600. În secolul al VIII-lea, volumul comerțului a atins cel mai scăzut nivel al său de la epoca bronzului. Numărul foarte mic de epave descoperite din această perioadă (sub 2 % din numărul epavelor din secolul I) sprijină această afirmație. A avut loc de asemenea reîmpădurirea unor suprafețe întinse, și o scădere a suprafețelor cultivate. Acest fenomen a coincis cu o perioadă de răcire rapidă (după datele provenite din interpretarea inelelelor de creștere ale arborilor). Romanii practicaseră rotația culturilor, dar, odată cu dezintegrarea instituțiilor, proprietarii de sclavi n-au putut să-i împiedice pe aceștia să fugă, și sistemul de plantații s-a prăbușit. Agricultura sistematică a dispărut aproape complet, și producția a scăzut la un nivel de subzistență.

## Imperiul Bizantin

Sub împăratul Iustinian (527-565), bizantinii au restabilit stăpânirea romană în Italia și Africa de Nord

Moartea lui Teodosiu I în 395 a fost urmată de divizarea Imperiului între cei doi fii ai săi. Imperiul Roman de Apus s-a dezintegrat în secolul al cincilea într-un mozaic de regate germanice războinice, astfel că Imperiul Roman de Răsărit a devenit succesorul legitim al Imperiului Roman. După ce greaca a înlocuit latina ca limbă oficială a Imperiului, istoricii îl numesc "bizantin" și nu "roman". Locuitorii, totuși, și-au zis mereu romaioi, sau romani.
Imperiul Roman de Răsărit urmărea păstrarea controlului asupra drumurilor comerciale dintre Europa și Orient, care îl făceau cel mai bogat stat din Europa. Folosindu-se de felul lor sofisticat de a lupta și de diplomația superioară, bizantinii au reușit să se opună atacurilor barbarilor migratori. Visul lor de a restabili stăpânirea romană în occident s-a materializat pentru scurt timp în cursul domniei lui Iustinian I (527-565). Acesta a recucerit unele teritorii occidentale, a codificat legea romană (care a rămas valabile în unele părți din Europa până în secolul al XIX-lea) și a și construit cel mai mare edificiu din evul mediu timpuriu, Hagia Sofia.
Succesorii lui Iustinian, Mauriciu și Heraclius s-au confruntat cu invazii ale triburilor avare, bulgare și slave. În 626 Constantinopol, de departe cel mai mare oraș al Europei evului mediu timpuriu a rezistat unui asediu al avarilor și perșilor. În câteva decenii, Heraclius a purtat un război sfânt împotriva perșilor, cucerindu-le capitala și asasinând un monarh sasanid. Acest succes spectaculos a devenit însă inutil o dată cu cuceririle arabe în Siria, Palestina, Egipt și Africa de Nord, cuceriri ușurate de dezbinarea religioasă și de proliferarea mișcărilor eretice, în special monofizismul și nestorianismul, în zonele cucerite de musulmani.
Deși succesorii lui Heraclius au reușit să salveze Constantinopolul de două asedii arabe (în 674-677 și 717), Imperiul în secolul al optulea și începutul celui de-al nouălea a fost zguduit de marea controversă iconoclastă, însoțită de lupta dinastice dintre diversele facțiuni de la curte. Triburile bulgare și slave au profitat de aceste certuri și au invadat Iliria, Tracia și chiar Grecia.
Pentru contracararea acestor amenințări, a fost introdus un nou sistem administrativ. Administrația civilă și militară regională era încredințată unui general (straregos). O temă, înainte o subdiviziune a armatei bizantine, a devenit numele unei regiuni guvernate de un strategos. Reforma a dus la apariția marilor familii care controlau armatele regionale și adesea aveau pretenții la tron.
La începutul secolului al optulea, Constantinopolul rămânea cel mai mare și mai bogat oraș al întregii lumi, nemaicorespunzând teritoriului redus al Imperiului. Populația sa fluctua între 300 000 și 400 000 de locuitori. Celelalte mari orașe creștine erau Roma (50 000) și Salonic (30 000). Chiar din secolul al optulea, tehnologiile agricole reapăruseră în Imperiu. Acesta era mai avansat din punct de vedere tehnologic decât Europa occidentală: în sate existau unelte de fier, se aflau mori de apă, și se cultivau bobi ce ofereau o dietă bogată în proteine".

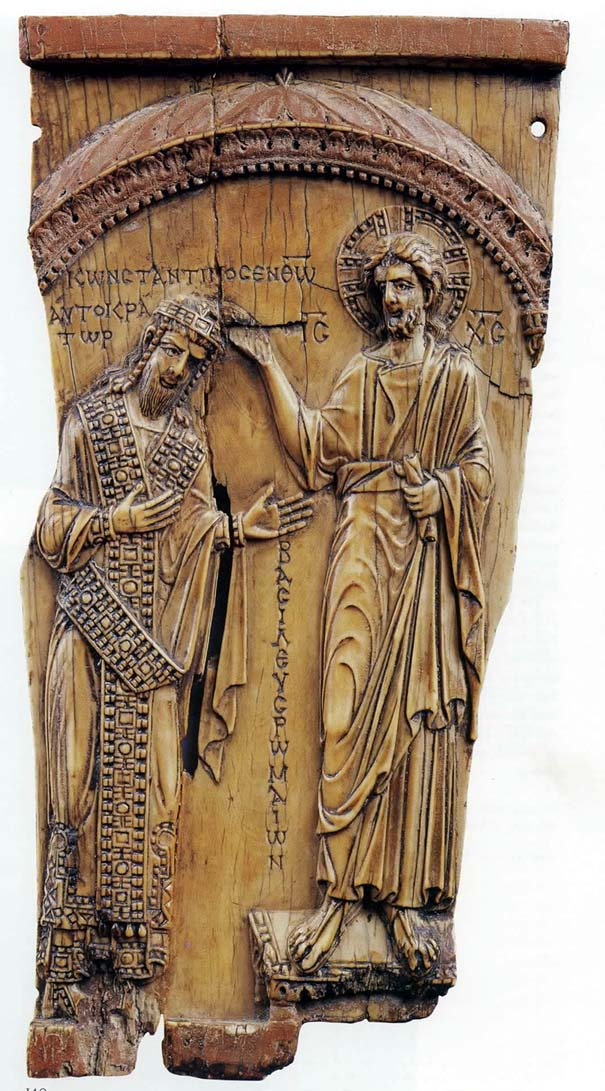
O placă de fildeș reprezentându-l pe Iisus Cristos încoronându-l pe Constantin al VII-lea (aprox. 945).

Accederea la tron a Dinastiei macedonene în 867 a marcat sfârșitul unei perioade de tulburări politice și religioase și începutul unei ere prospere pentru imperiu. Generali ca Nicephorus Phocas au extins frontierele statului, iar împărații macedoneni ca Leon al VI-lea Filozoful și Constantin al VII-lea au încurajat înflorirea culturală a Constantinopolului, cunoscută sub numele de Renașterea Macedoneană. Împărații bizantini îi considerau pe locuitorii Europei occidentale niște barbari analfabeți, și păstrau pretenții nominale de a conduce Occidentul.
În acest climat economic, cultura superioară și tradițiile imperiale ale Imperiului Roman de Răsărit i-au atras pe vecinii săi de la nord - slavi, bulgari, hazari - la Constantinopol, după pradă sau după instruire. Mișcarea triburilor germanice către sud a declanșat marea migrație a slavilor care au ocupat teritoriile părăsite. În secolul al șaptelea, ei s-au întreptat către vest până la Elba, către sud până la Dunăre și către est până la Nipru. În secolul al nouălea, slavii se extinseseră până în teritoriile slab populate aflate la sud și est de aceste frontiere naturale, asimilând în mod pașnic populațiile ilire, tracice, dacice, germanice, celtice, iraniene (sarmați, sciți) și fino-ugrice existente.

## Expansiunea islamului (632-750)

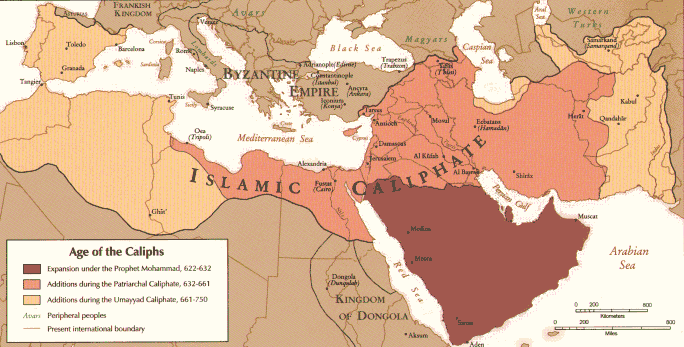
Imperiul Arab a crescut foarte repede între 632 și 750

După moartea lui Mohamed, un arab fondator al religiei islamice , Abu Bakr (632-634) a devenit primul khalīfah sau calif, însemnând succesor. El a lansat o campanie militară în cadrul războaielor ridda care a adus Arabia centrală sub control musulman (633).
Omar I (634-644), al doilea calif, a adus Siria, Iordania, Palestina și Irakul sub control musulman, în anii 630. Egiptul a fost luat de la bizantini în 645 de Osman I , al treilea calif. Abu Bakr, Omar , Osman , și succesorul său Ali sunt considerați "califii dreptcredincioși" care au fost în fruntea unei epoci de aur a islamului pur.
Califatul lui Ali a început în cadrul unor certuri politice pornite de la asasinarea lui Osman , și a declanșat o luptă pentru putere și primul război civil islamic condus de Mu'āwiya, guvernator al Siriei. Când Alī, nepot al lui Mahomed, a fost ucis în timp ce se ruga la Kufa, Irak, Mu'āwiya a fondat dinastia omeiadă de califi (661–750) cu capitala la Damasc. Adepții lui Ali, fiul său Husain (care a condus o revoltă împotriva omeiazilor), și descendenții lor au fondat în cele din urmă secta șiită. Sub 'Abd al-Malik (685–705), omeiazii au ajuns la apogeul puterii lor, cucerind Asia Centrală, coasta Africii de Nord și Spania. De asemenea, Al-Malik a arabizat statul, înlocuind funcționarii greci și perși cu arabi.

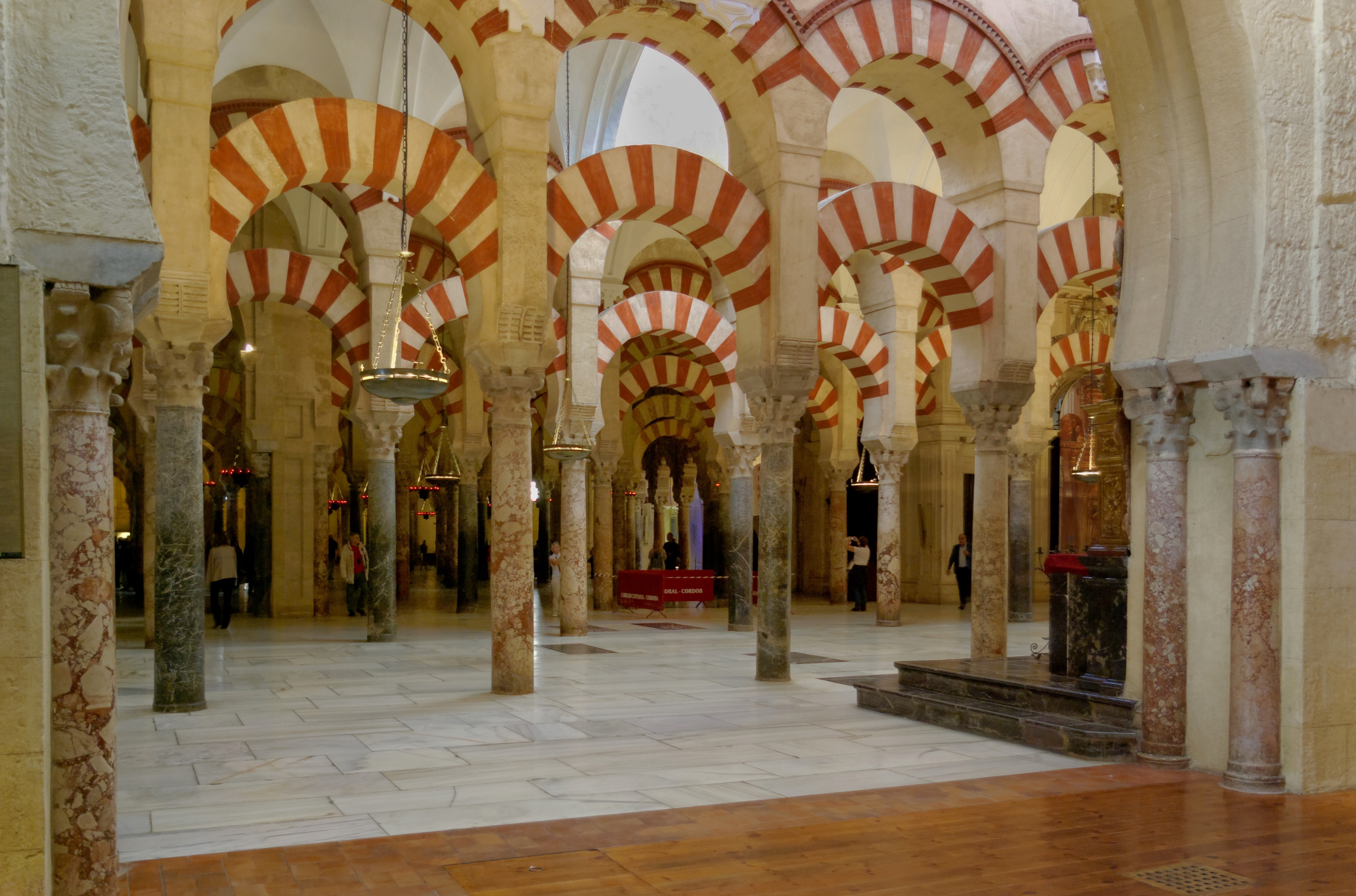
Marea moschee din Cordoba.

Cucerirea Iberiei a început când maurii (în principal berberi alături de câțiva arabi) au invadat Iberia vizigotă creștină în anul 711, sub conducătorul lor berber Tariq ibn Ziyad. Ei au debarcat la Gibraltar pe 30 aprilie și s-au îndreptat spre nord. Forțelor lui Tariq li s-au alăturat în anul următor cele ale superiorului său Musa ibn Nusair. În timpul campaniei de opt ani, cea mai mare parte a peninsulei Iberice a fost ocupată de musulmani — cu excepția unei mici zone în nord-vest (Asturias) și a regiunilor în principal basce din Pirinei. Acest teritoriu, sub numele arab de Al-Andalus, a devenit o parte a imperiului Omeiad în expansiune.
Al doilea asediu al Constantinopolului, lipsit de succes, (717) i-a slăbit pe omeiazi și le-a redus prestigiul. După ce au reușit cucerirea Iberiei, au traversat Pirineii, dar au fost învinși de către franci în Bătălia de la Tours din 732. Omeiazii au fost răsturnați în 750 de către 'Abbasizi.
Un prinț omeiad supraviețuitor, Abd-ar-rahman I, a fugit în Spania și a fondat o nouă dinastie omeiadă, în Emiratul de Cordoba (756). Pepin cel Scurt a recucerit Narbonne, iar nepotul său Carol cel Mare a creat Marca Hispanica peste Pirinei, în Catalonia de astăzi, recucerind Girona în 785 și Barcelona în 801.
Califatul musulman unificat s-a dezintegrat în secolul al nouălea, odată cu câștigarea independenței idrisizilor și aglabizilor din Africa de Nord și a samanizilor în Persia. În cele din urmă, fatimizii șiiți au înființat un califat rival în Tunisia (920). În scurt timp, omeiazii din Spania s-au proclamat și ei califi (929). Buwayhizii (șiiți perși) au ocupat Bagdadul în 934. În 972, fatimizii au cucerit Egiptul.

## Ascensiunea Occidentului latin (700-850)

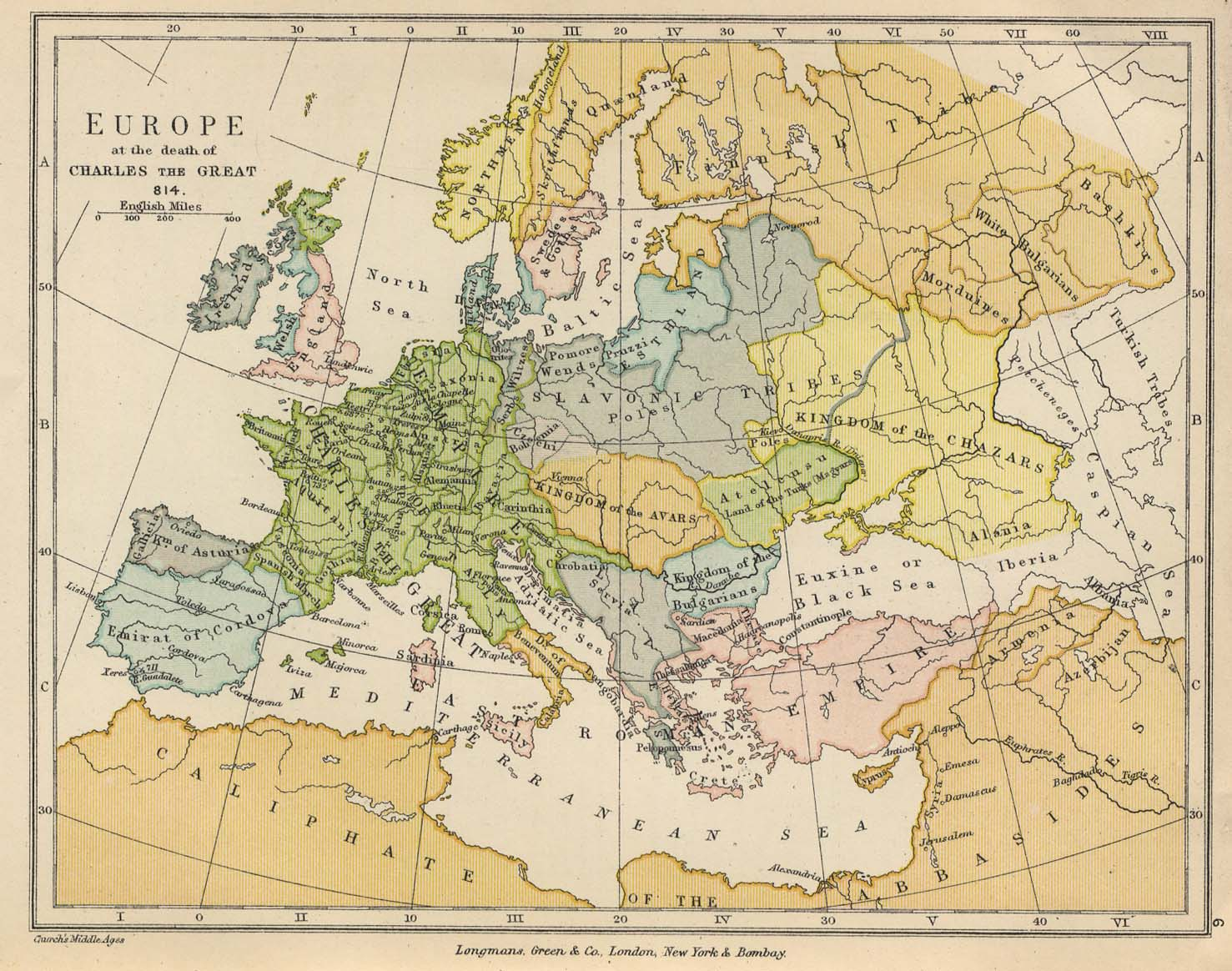
Până la moartea sa în 814, Carol cel Mare a stăpânit un imperiu ce cuprindea teritoriile de astăzi ale Cataloniei, Franței, Germaniei Occidentale, Țărilor de Jos și Italiei de nord.

Condițiile din Europa occidentală au început să se îmbunătățească, o dată cu progresele în agricultură, ce au continuat cel puțin până în 1100. Un studiu asupra depozitelor de calcar din Marea Mediterană a dus la concluzia că a avut loc o creștere substanțială a radiației solare între 600 și 900. Primele semne ale recuperării capacității militare a Europei sunt apărarea Constantinopolului în 717 și victoria francilor asupra arabilor în Bătălia de la Tours din 732.
Între secolele al cincilea și al optulea a evoluat o infrastructură socială și politică nouă în teritoriile fostului Imperiu, pe baza puternicelor familii nobiliare locale și a regatelor nou înființate ale ostrogoților în Italia, vizigoților în Spania și Portugalia, francilor și burgunzilor în Galia și Germania răsăriteană, și saxonilor în Anglia. Aceste regiuni au rămas creștine, iar cuceritorii lor arieni au fost convertiți (vizigoții și lombarzii) sau cuceriți (ostrogoții și vandalii). Francii s-au convertit direct de la păgânism la creștinismul catolic sub Clovis I. Interacțiunea dintre cultura nou-veniților, tradițiile lor de cete războinice, rămășițele culturii antichității clasice și influențele creștine a creat un nou model de societate, bazat parțial pe obligațiile feudale. Sistemele administrative centralizate ale romanilor nu au făcut față schimbărilor, și sprijinul instituțional pentru sclavie a dispărut aproape complet.

## Italia
Lombarzii, care au intrat pentru prima oară în Italia în 568 sub Alboin, au creat un stat în nord, cu capitala la Pavia. Inițial, ei nu au reușit să cucerească Exarhatul de Ravenna, Ducatus Romanus, Calabria și Apulia. Următoarele două sute de ani ei au încercat să ia aceste teritorii de la Imperiul Bizantin.

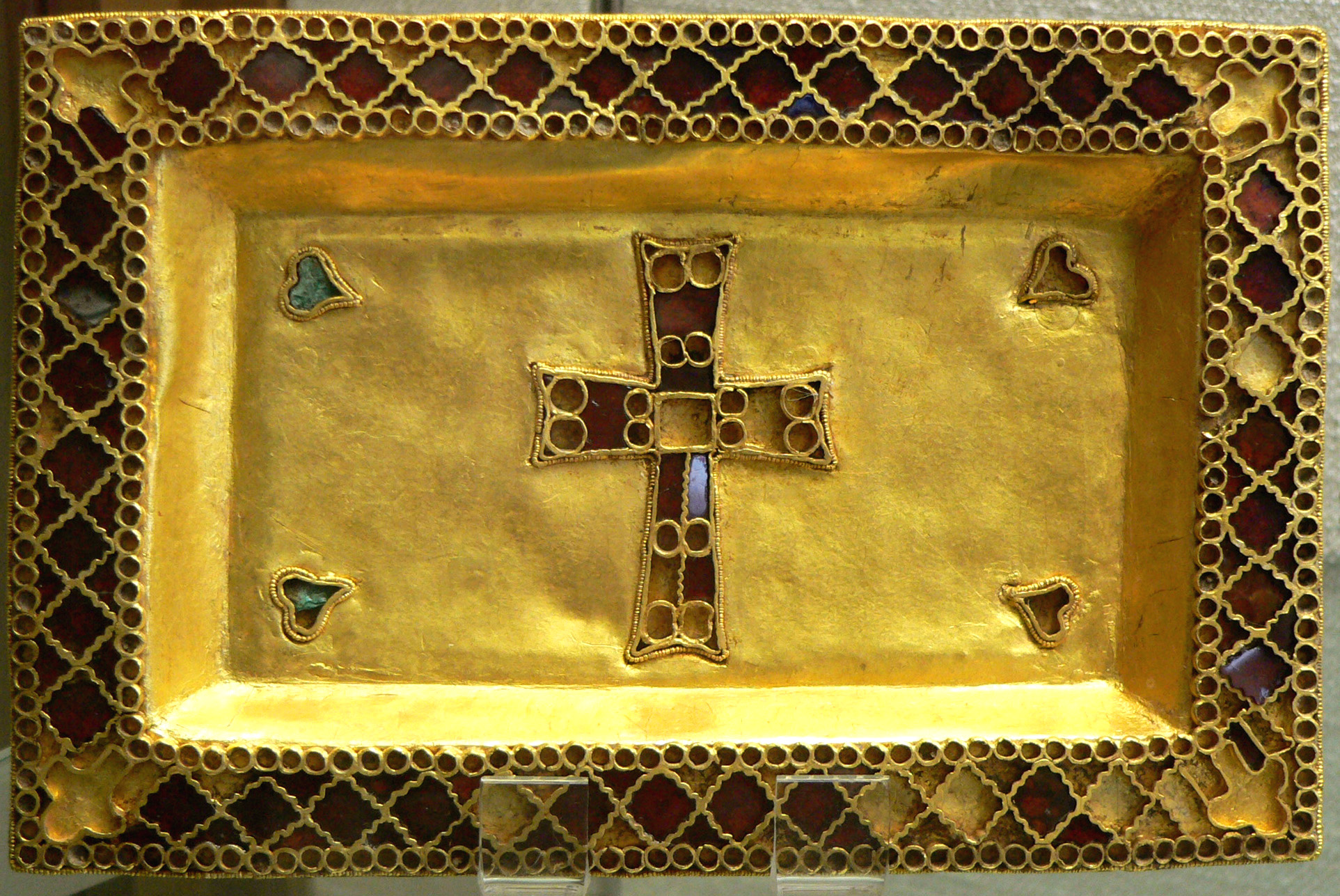
O piesă a Tezaurului de la Gourdon.

Statul lombard era diferit de statele germanice precedente din Europa occidentală, fiind considerat cu adevărat barbar. Inițial, era puternic descentralizat, ducii având suveranitate practică în ducatele lor. Timp de un deceniu, după moartea lui Cleph în 575, lombarzii nu au ales un rege. Primul cod de legi scris a fost scris într-o latină stricată în 643: Edictum Rothari. Era în primul rând o codificare a tradițiilor orale a poporului.
La sfârșitul domniei lui Liutprand (717–744), statul lombard era bine organizat și stabilizat, însă prăbușirea sa a fost bruscă. Nesprijinit de către duci, regele Desiderius a fost înfrânt și obligat să își cedeze regatul lui Carol cel Mare în 774. Regatul lombard a fost înlocuit de stăpânirea francă. Prin Donariul lui Pepin, regele franc Pepin cel Scurt i-a oferit papei "Statele Papale". Teritoriul aflat la nord de acestea a fost condus în principal de vasali lombarzi și franci ai Sfântul Imperiu Roman (Lotharingia, înainte de înființarea acestuia), până la ascensiunea orașelor state în secolele ale unsprezecelea și al doisprezecelea.
În sud a început o perioadă de anarhie. Ducatul de Benevento și-a păstrat suzeranitatea atât în fața Imperiului Bizantin, cât și în fața celui Carolingian. În secolul al nouălea, sarazinii au cucerit Sicilia, și au început să se așeze în peninsulă. Orașele de pe coasta Mării Tireniene au ieșit din sfera de influență bizantină. Diferitele state se luptau continuu între ele până la sosirea normanzilor în secolul al unsprezecelea, care au cucerit întreg sudul.

## Anglia anglo-saxonă

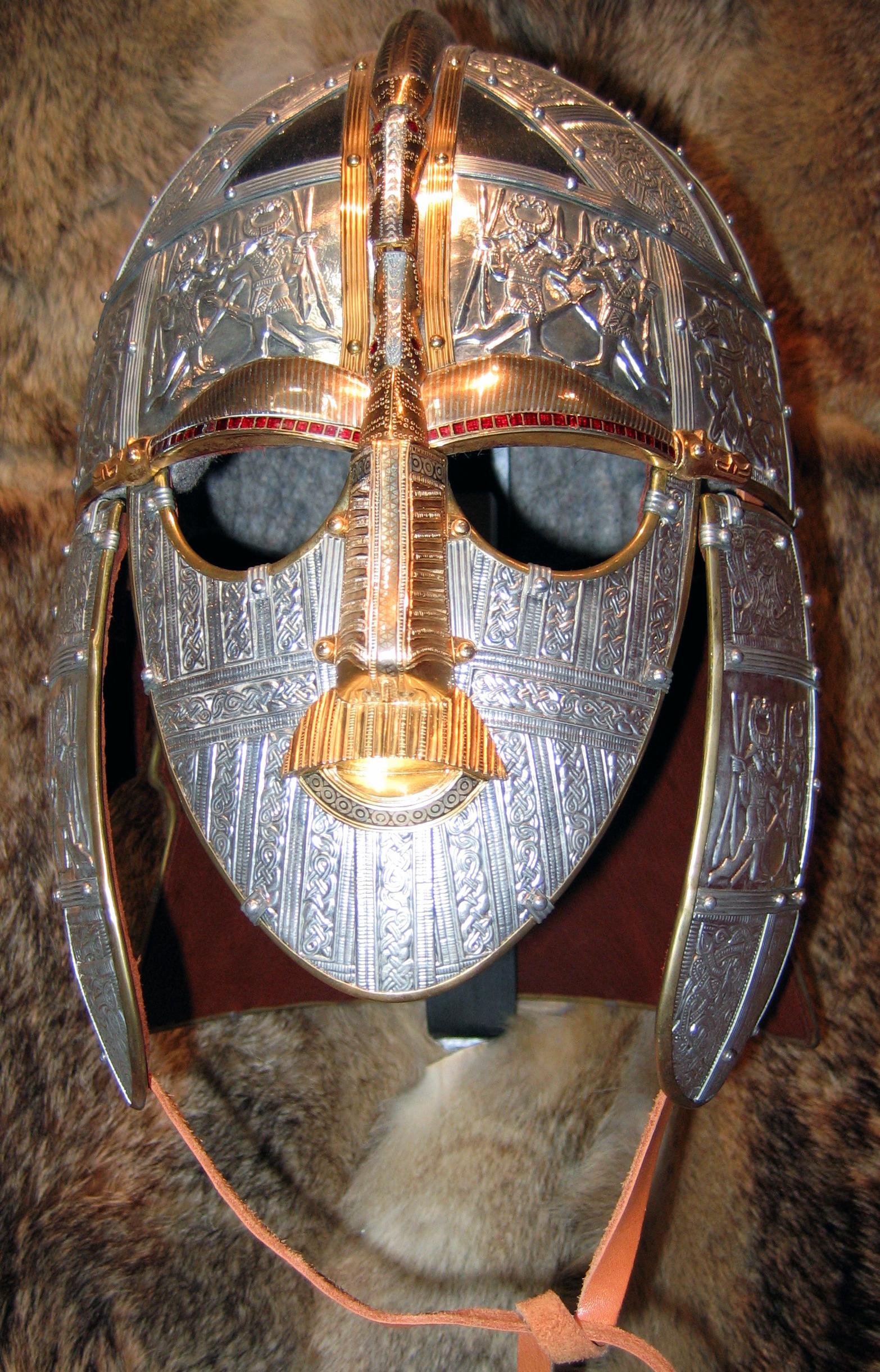
Reconstituire a unui coif anglo-saxon descoperit la Sutton Hoo (secolul al VII-lea).

La mijlocul secolului al cincilea, mai multe triburi din Germania, Olanda și Danemarca de astăzi au început să invadeze sporadic și cu succes limitat Anglia, în acel moment o provincie romană neglijată. Tradiția spune că regele britanic Vortigern a promis pământ la două căpetenii iute, Hengest și Horsa, cerându-le în schimb ajutor în războiul său împotriva picților. După Cronica anglo-saxonă, după ce i-au învins pe picți, au chemat întăriri de pe continent, informându-i de bogăția Angliei și de incapacitatea locuitorilor ei de a o apăra. Au început decenii de invazii și cuceriri a teritoriilor din sudul și centrul Angliei, de către germanici, în principal angli, iuți și saxoni, de la romano-celți. Cel puțin 50% din locuitorii celți ai Angliei au fost uciși în acest proces. În cele din urmă, anglo-saxonii au creat mai multe regate, de importanță și longevitate diferite. Unificarea Angliei a luat sfârșit în 926, când regele Athelstan a anexat Northumbria.

## Imperiul francilor

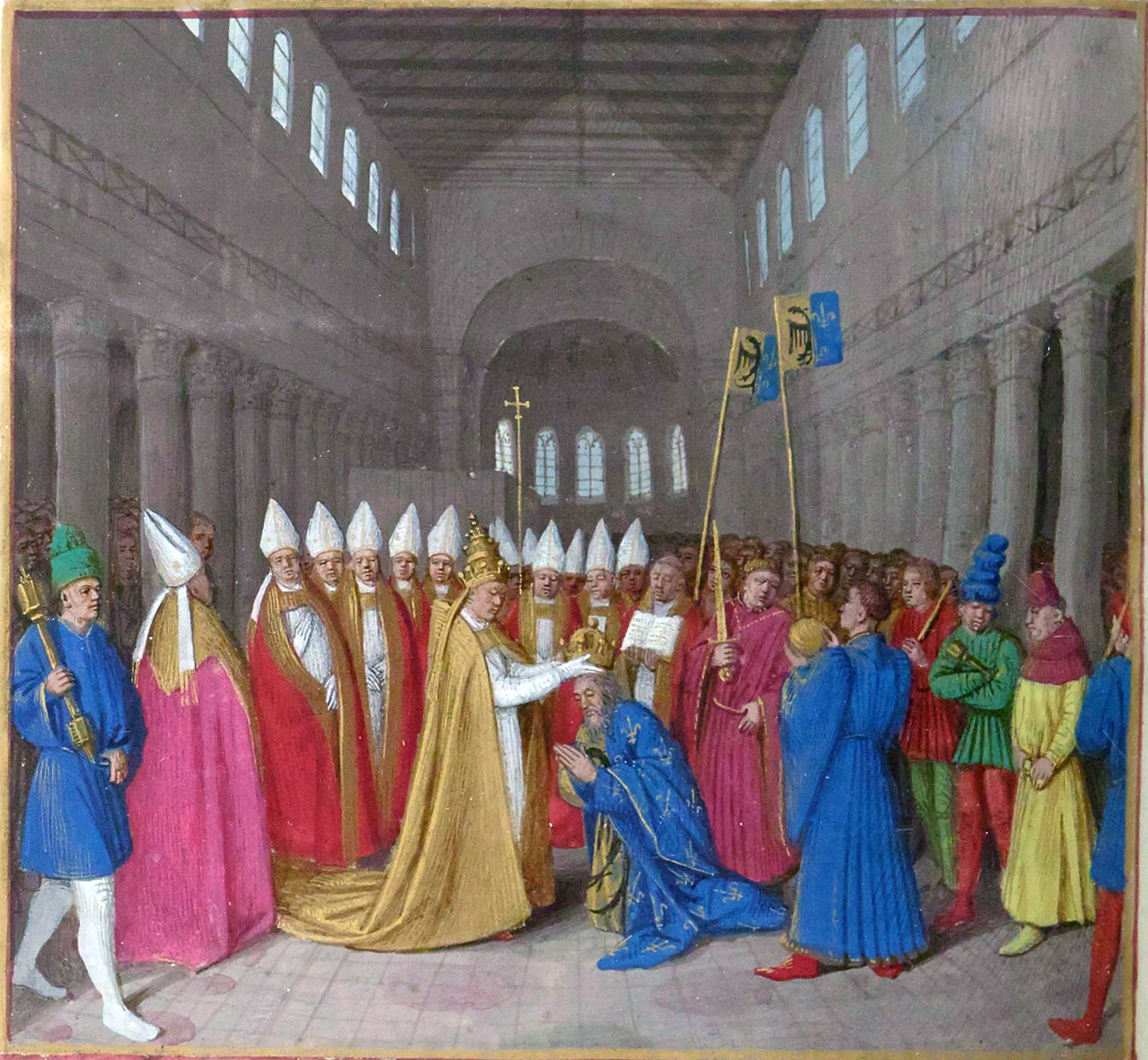
Carol cel Mare încoronat la Roma.

Pornind de la statul franc la începutul secolului al nouălea, Carol cel Mare a unificat cea mai mare parte a Franței de astăzi, Germaniei de răsărit și Italiei de nord în cadrul Imperiului Carolingian. În timpul domniei sale a avut loc așa-numita Renaștere carolingiană, declanșată de crearea unui mediu propice studiului.
În anii 840 s-a revenit la starea de haos, o dată cu destrămarea Imperiului francilor și cu începutul unui nou ciclu de invazii barbare, întâi din partea vikingilor, apoi din partea maghiarilor.

## Feudalismul
În jurul anului 800 a avut loc o întoarcere la agricultura sistematizată. Pentru prima oară, în secolul al nouălea a fost adoptată rotația culturilor într-un mod diferit față de cel din timpul romanilor: pe un câmp se cultiva grâu sau secară, pe altul o cutură care fixa azotul în sol (orz, ovăz, bob sau mazăre) iar al treilea era lăsat necultivat. Acest sistem era superior celui precedent, în care o singură cultură alterna cu pământul necultivat. Mai mult pământ putea astfel fi utilizat, iar cele două recolte separate pe care sistemul le permitea reduceau riscul foametei. Surplusul de ovăz putea fi folosit la hrănirea cailor. . Către sfârșitul secolului al zecelea a fost introdus plugul greu cu roți, care necesita putere animală mai mare, fiind tras de doi boi. Romanii utilizaseră pluguri ușoare, fără roți, care nu erau adecvate solurilor din Europa de nord.
Revenirea la agricultura sistematizată a coincis cu introducerea unui nou sistem social, numit feudalism. Acesta introducea o ierarhie de obligații reciproce. Fiecare om era dator să își servească superiorul, în schimbul protecției din partea acestuia. Feudalismul a permis statului să asigure un grad de siguranță publică, în ciuda absenței continue a birocrației și analelor scrise.

## Vikingi (793-1066)
Epoca vikingilor se întinde pe perioada dintre 793 și 1066 în Scandinavia și Marea Britanie, după epoca germanică a fierului (și era Vendel în Suedia). În această perioadă, vikingii, războinici și negustori scandinavi, au atacat și explorat cea mai mare parte a Europei, Asiei de sud-vest, Africii de nord și nord-estului Americii de Nord. În afară de explorare prin oceane și râuri, ajutați și de îndemânarea lor în navigație, și de extinderea rutelor lor comerciale pe distanțe mari, vikingii au purtat și multe bătălii, jefuind și distrugând comunități creștine ale Europei Medievale timp de secole, contribuind la dezvoltarea sistemelor feudale pe continent.

## Europa de Răsărit 600-1000
Înainte de ascensiunea Rusiei Kievene, răsăritul Europei era dominat de hazari, un popor turcic care și-au câștigat independența de la Imperiul Turcic în secolul al șaptelea. Hazaria era un stat comercial multietnic, care își datora bunăstarea controlului comerțului pe râuri între Europa și Orient. De asemenea, ei primeau tribut de la alani, maghiari, diverse triburi slave, și de la goții și grecii din Crimeea. Printr-o rețea de negustori evrei, radaniții, ei păstrau contactul cu ținuturi îndepărtate, ca Spania și India.
Confruntați cu expansionismul arab, hazarii s-au aliat cu bizantinii, și au intrat în conflict cu Califatul. Deși inițial au suferit mai multe înfrângeri, ei au reușit să reia Derbentul, și în cele din urmă au pătruns către sud până în Iberia Caucaziană, Albania Caucaziană și Armenia. Astfel, ei au blocat expansiunea islamului către nord în Europa de Est cu câteva decenii înainte ca francii lui Carol Martel să reușească același lucru în apus.
În secolul al șaptelea, litoralul nordic al Mării Negre a fost lovit de un val nou de atacuri nomade, conduse de bulgari, care au stabilit un hanat puternic, condus de Kubrat. Hazarii au reușit să îi împingă pe bulgari din Ucraina de sud în zona cursului mijlociu al Volgăi (Bulgaria de pe Volga) și în zona cursului inferior al Dunării (Bulgaria de pe Dunăre, sau Primul Țarat Bulgar). Bulgarii din zona Dunării au fost repede slavizați și, în ciuda numeroaselor campanii împotriva Constantinopolului, au acceptat creștinismul ortodox. Prin eforturile a doi misionari, Sfântul Chiril și Sfântul Metodiu, a apărut primul aflabet slav, iar un dialect local, limba slavonă, a devenit limba bisericii.

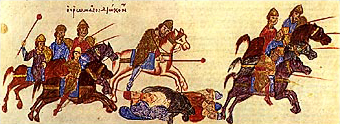
Urmărirea războinicilor lui Sviatoslav I de cătra armata bizantină, miniatură a lui Ioan Skylitzes.

La nord de zonele adiacente Imperiului Bizantin, prima entitate slavă atestată a fost Moravia Mare, care a apărut sub protecția Imperiului francilor, la începutul secolului al nouălea. Până la fragmentarea ei, drept consecință a confruntărilor cu francii răsăriteni, un secol mai târziu, Moravia Mare a fost scena confruntărilor dintre misionarii creștini de la Constantinopol și cei de la Roma. Deși slavii occidentali au recunoscut în cele din urmă autoritatea ecleziastică a Romei, clerul din Constantinopol a reușit să convertească cel mai mare stat din acea perioadă, Rusia Kieveană, la creștinismul de rit grec, către 990.
Atât după, cât și înainte de creștinare, Rusia Kieveană a organizat atacuri împotriva puterii bizantine, unele având ca rezultat tratate comerciale benefice pentru ambele state. Importanța relațiilor ruso-bizantine este subliniată de faptul că Vladimir I de Kiev a fost singurul străin care s-a căsătorit cu o prințesă bizantină din Dinastia Macedoneană. Campaniile militare ale tatălui lui Vladimir, Sviatoslav I, zdrobiseră cele mai puternice puteri din Europa de Est a acelei perioade, bulgarii și hazarii.

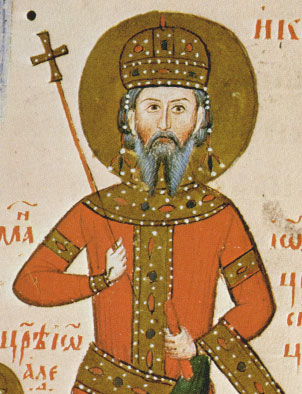
Țarul Ioan Alexandru

## Imperiul Bulgar
În 681 bulgarii au fondat un stat puternic ce a jucat un rol important în Europa de sud-est, până la cucerirea sa de către turci în 1396. În 718, bulgarii i-au înfrânt decisiv pe arabi în apropiere de Constantinopol, iar conducătorul lor, hanul Tervel a devenit cunoscut ca "Salvatorul Europei". Bulgaria a oprit de asemenea migrația triburilor barbare (pecenegi, hazari) către vest, și în 806 a distrus hanatul avar.
După adoptarea creștinismului, în 864, Bulgaria a devenit centrul spiritual și cultural al lumii slave răsăritene. Alfabetul chirilic a fost inventat de învățatul bulgar Clement de Ohrid în 885. În 927 Biserica Ortodoxă Bulgară a fost prima biserică națională europeană ce și-a câștigat independența, cu un patriarh propriu.

## Cultura
O dată cu sfârșitul Imperiului Roman de Apus și cu declinul centrelor urbane, numărul învățaților și al știutorilor de carte a scăzut în Occident. Educația a devenit domeniul mănăstirilor și al catedralelor. O revenire a educației clasice a avut loc în Imperiul Carolingian în secolul al optulea. În Imperiul Roman de Răsărit (Bizanț), cultura se afla la un nivel superior celui din Apus. La rândul său, islamul s-a impus în regiunile răsăritene cucerite, și a creat o "epocă de aur" a științei, filozofiei și a altor îndeletniciri intelectuale.

## Educația clasică
Sistemul clasic de educație punea accentul pe gramatică, latină, greacă și retorică. Elevii citeau opere clasice și scriau eseuri imitându-le stilul. În secolul al patrulea, sistemul educațional era deja influențat de religia creștină. În De Doctrina Christiana, Augustin a explicat cum educația clasică se potrivește cu religia creștină. Creștinismul era o religie a cărții, iar creștinii trebuiau deci să nu fie analfabeți. Predicile necesitau însușirea principiilor clasice ale retoricii. Tertullian era mai sceptic față de valorile educației clasice, întrebând "Ce are de-a face Atena cu Ierusalimul?" Dar nici măcar el nu s-a opus acestui sistem.

## Declinul în Occident

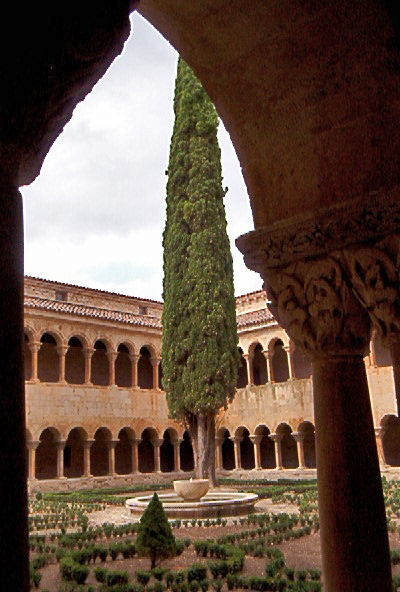
În evul mediu timpuriu, viața culturală era concentrată în mănăstiri.

Deurbanizarea a anulat scopurile educației, care, deja din secolul al șaselea, s-a deplasat către școli monastice, axate pe studierea Bibliei. Educația laicilor s-a păstrat puțin în Italia, Spania, și părțile sudice ale Galiei, unde influența romană era mai de durată. Totuși, în secolul al șaptelea, educația a prins avânt în Irlanda și alte teritorii celte, unde latina era o limbă străină, iar textele latine erau intens studiate și predate.

## Știința
În lumea antică, greaca era limba principală a științei. Cercetarea științifică avansată și educația în domeniu aveau loc în special în zona elenistă a Imperiului Roman, în greacă. Încercări ulterioare de a traduce scrierile grecești în latină au avut succes limitat. Pe măsură ce numărul vorbitorilor de greacă scădea, Occidentul s-a îndepărtat de rădăcinile grecești ale științei și filozofiei. Vorbitorii de latină care doreau să se instruiască aveau acces doar la câteva cărți de Boethius (c. 470-524) (rezumate ale unor cărți grecești de Nicomachus de Gerasa) și la alte câteva lucrări ale altor enciclopediști romani.
Cei mai importanți învățați ai timpului erau clerici, pentru care studiul naturii era doar puțin interesant. Studiul naturii era urmărit mai mult în scopuri practice. și nu în mod abstract: nevoia de a îngriji bolnavii a dus la studierea medicinii și a textelor antice despre medicamente, nevoia de a determina timpul rugăciunilor a dus la studierea mișcării stelelor, nevoia de a calcula data Paștelui a dus la studiul matematicii și al mișcării Soarelui și Lunii. Cititorilor moderni li se poate părea descurajant că aceleași lucrări discută atât detaliile tehnice ale fenomenelor naturale, cât și semnificațiile lor simbolice.
Deși în evul mediu timpuriu nu s-au realizat progrese semnificative, în această perioadă s-au pus bazele viitoarelor descoperiri .

## Renașterea Carolingiană
În jurul anului 800 a crescut interesul pentru antichitatea clasică, în cadrul Renașterii carolingiene. Carol cel Mare a inițiat reforme profunde în educație. Călugărul englez Alcuin de York a elaborat un proiect de dezvoltare a învățăturii, stabilind programe de studiu ale celor șapte arte liberale: trivium, sau educația literară (gramatică, retorică și dialectică) și quadrivium, sau educația științifică (aritmetică, geometrie, astronomie și muzică). Începând cu anul 787, au început să fie emise decrete, recomandând resuscitarea vechilor școli și fondarea altora noi. Din punct de vedere instituțional, ele erau în mâinile unei mănăstiri, catedrale sau curți nobiliare. Semnificația acestor măsuri nu va fi simțită decât secole mai târziu. Predarea dialecticii (o disciplină care corespunde logicii de astăzi), a provocat creșterea interesului în cercetări speculative; de aici a urmat ascensiunea tradiției scolastice creștine. În secolele al douăsprezecelea și al treisprezecelea, multe din școlile fondate sub Carol cel Mare au devenit universități.

## Cultura bizantină

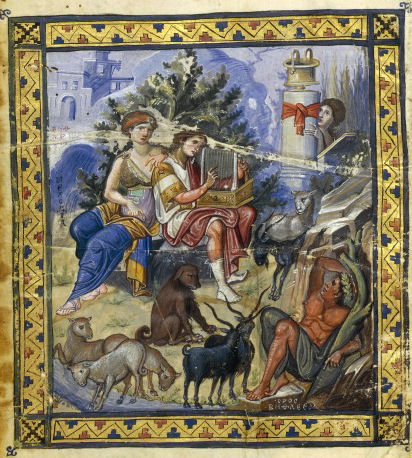
Miniatură din Psaltirea de la Paris, mărturie a puternicei culturi bizantine a secolului al zecelea.

Marea realizare bizantină în domeniul intelectual a fost Corpus Juris Civilis ("Corpul legii civile"), o compilație a legilor romane făcută sub Iustinian (529-65). Lucrarea conține și o secțiune numită Digesta care abstractizează principiile dreptului roman, pentru a putea fi aplicate în orice condiții. Rata alfabetizării era considerabil mai mare în Imperiul Bizantin decât în occidentul latin. Educația elementară era disponibilă pe scară mai largă, uneori chiar și la țară. Școlile secundare predau în continuare Iliada și alte opere clasice. În ceea ce privește educația superioadă, o școală neoplatonică a existat în Atena până în 526, când a fost închisă pentru păgânism. O altă școală a rămas deschisă în Alexandria până la cucerirea arabă, în 640. Universitatea din Constantinopol, fondată inițial de împăratul Teodosius al II-lea în 425, a fost dizolvată tot în această perioadă, fiind refondată de împăratul Mihail al III-lea în 849. Educația superioară din acea perioadă se concentra pe retorică, deși și logica lui Aristotel era abordată. Sub dinastia macedoneană (867–1025), Bizanțul s-a bucurat de o revenire a educației clasice. Cercetarea originală a fost destul de slabă, dar au apărut în schimb multe antologii, enciclopedii și comentarii.

## Contribuția islamului

Cifrele arabe

Sub omeiazi, învățații islamici s-au concentrat pe probleme legate de Coran. Dinastia abbasidă care a urmat a promovat însă studii eleniste și umaniste, în conformitate cu doctrinele școlii oficiale Mu'tazili de interpretare islamică, fondată la Basra de către Wasil ibn Ata (700–748), care susținea că Coranul este o lucrare creată, și că Dumnezeu nu vrea decât ce este mai bun pentru om, opinii neîmpărtășite de școlile Aș'aria și Ataria ("textualiste"), astăzi considerate ortodoxe.
În 800, Bagdadul era cel mai mare oraș musulman din lume, primul cu o populație de peste un milion de locuitori. "Casa sa de înțelepciune" (Dār al-Ḥikma) era centrul intelectual al lumii musulmane. Filozofi precum al-Kindī (801–873) și al-Fārābī (870–950) au tradus lucrări ale lui Aristotel și i-au aplicat modul de gândire islamului. Al-Khwārizmī (780-850) a scris prima carte din lume despre algebră, precum și o versiune îmbunătățită a Geografiei lui Ptolemeu, și a participat la un proiect ce viza determinarea circumferinței Pământului prin măsurarea lungimii unui grad de meridian pe o câmpie din Irak.
Tradiționaliștii islamici au început să capete tot mai multă influență către sfârșitul secolului al zecelea. Discuții despre umanism și alte probleme filozofice au continuat, dar au fost tot mai mult îngrădite. Învățații musulmani depindeau de puterea conducătorului, iar islamul nu a dezvoltat un sistem de universități sau o altă instituție permanentă pentru promovarea studiului ne-coranic.
În secolul al unsprezecelea, cunoștințele islamului au ajuns în Europa occidentală. Astrolabul, inventat în antichitate. a fost reintrodus în Europa, iar lucrările lui Euclid și Arhimede, pierdute în apus, au fost traduse din arabă în latină în Spania. Cifrele arabe moderne, inventate de matematicienii hinduși în secolele al cincilea și al șaselea, au fost preluate de musulmani în secolul al șaptelea. În jurul anului 1000, Gerbert de Aurillac (mai târziu papa Silvestru al II-lea) a realizat un abac cu cifre arabe. Un tratat al lui Al-Khwārizmī despre realizarea calculelor cu aceste cifre a fost tradus în latină în Spania în secolul al doisprezecelea.

## Creștinismul
De la primii creștini, creștinii evului mediu timpuriu au preluat o biserică unitară, un canon biblic stabil și o tradiție filozofică bine dezvoltată.
În timpul evului mediu timpuriu, distanța dintre creștinătatea apuseană și cea răsăriteană s-a mărit, creând premisele Marii Schisme din secolul al unsprezecelea. În occident, puterea episcopului Romei a crescut.Papa Grigore cel Mare a extins eforturile misionarilor Romei în Insulele britanice și a pus bazele expansiunii ordinelor monastice. În 607, Bonifaciu al III-lea a obținut recunoașterea titlului de "episcop universal" ca aparținând exclusiv episcopului Romei.
În Orient, cuceririle musulmanilor au redus puterea patriarhiilor de limbă greacă existente.

### Creștinarea occidentului

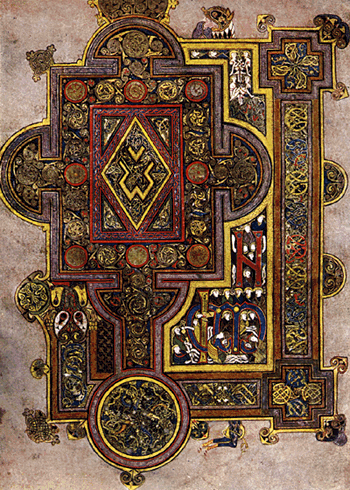
Cartea de la Kells, aprox. 800

Biserica Romano-Catolică, singura instituție centralizată care a rezistat intactă prăbușirii Imperiului Roman de Apus, avea singura influență unificatoare din apus, păstrând selectiv anumite învățături latine, arta scrisului și o administrație centralizată prin rețeaua sa de episcopi. Evul mediu timpuriu este caracterizat de controlul urban aparținând episcopilor și de controlul teritorial exercitat de duci și conți.
Creștinarea triburilor germanice a început în secolul al patrulea cu goții și a continuat pe tot parcursul evului mediu timpuriu. În jurul anului 1000, chiar Islanda a devenit creștină, lăsând doar câteva regiuni izolate ale Europei încă necreștinate (Scandinavia, zona baltică și ținuturile fino-ugrice).

## Urbanizarea

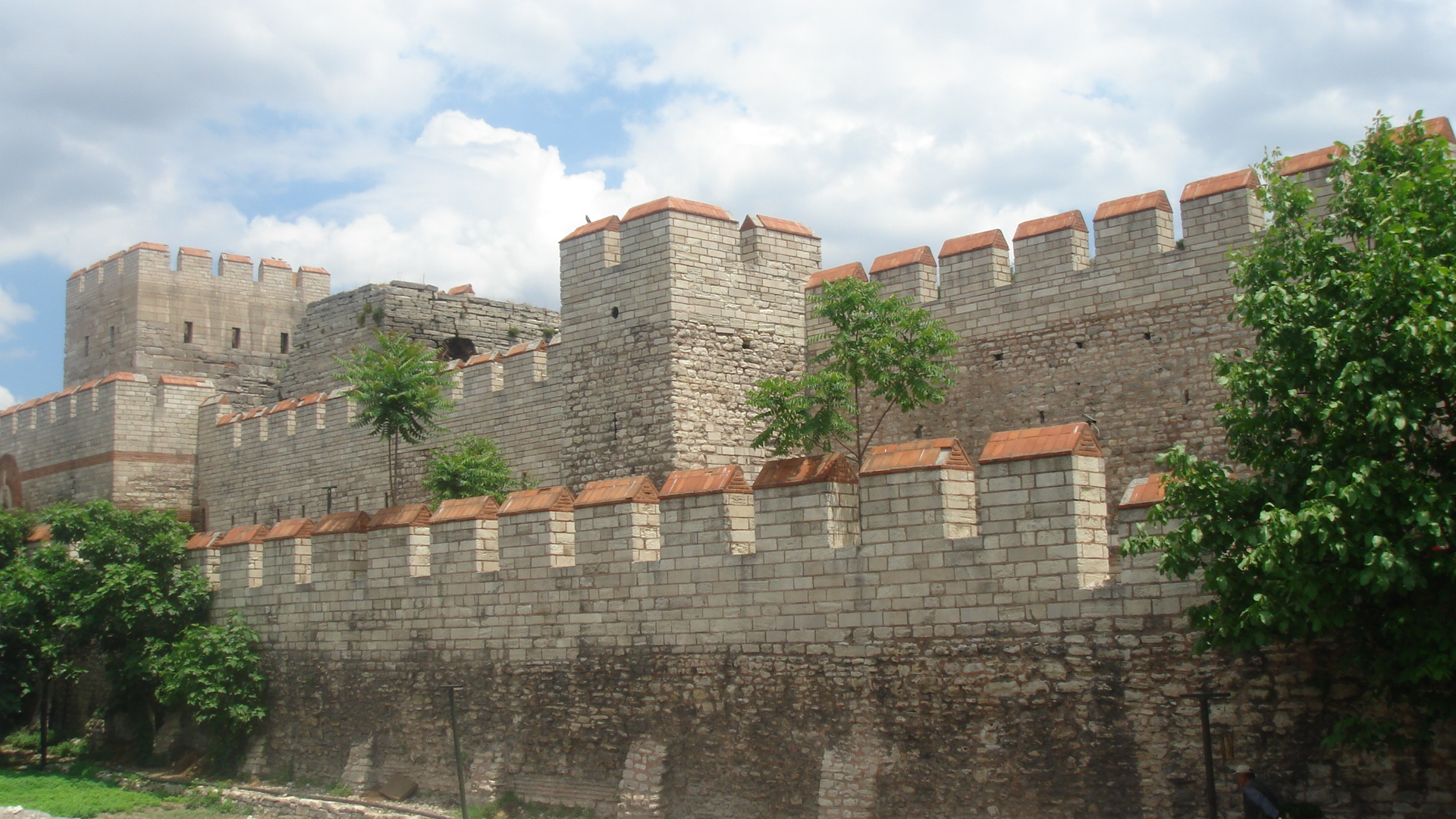
Zidurile Constantinopolului restaurate

Tertius Chandler a realizat o estimare a numărului de locuitori din orașe pe parcursul istoriei. În perioada evului mediu timpuriu, cele mai mari orașe din lume erau: Constantinopol (340-570), Ctesiphon al sasanizilor (570-637), Changan în China (637-775), Baghdad (775-935), și Cordoba (935-1013). Arhivat în 18 august 2016, la Wayback Machine.
Acestea sunt estimările lui Chandler pentru cele mai mari orașe din Europa și Orientul Mijlociu (în mii de locuitori):
- 361 d. Hr. Constantinopol (300), Ctesiphon (250), Roma (150), Antiohia (150), Alexandria (125).
- 500 d. Hr. Constantinopol (400), Ctesiphon (400), Antiohia (150), Cartagina (100), Roma (100).
- 622 d. Hr. Ctesiphon (500), Constantinopol (350), Alexandria (94), Alep (72), Rayy (68).
- 800 d. Hr. Bagdad (700), Constantinopol (250), Cordoba (160), Basra (100), Fostat (100) — cf. Roma(50), Paris (25).
- 900 d. Hr. Bagdad (900), Constantinopol (300), Cordoba (200), Alexandria (175), Fostat (150) — cf. Roma (40).
- 1000 d. Hr. Cordoba (450), Constantinopol (300), Cairo (135), Bagdad (125), Nishapur (125) — cf. Roma (35), Paris (20).

Estimările lui Chandler se bazează pe o densitate estimată de 100 locuitori/hectar. Se crede că orașele musulmane aveau densități mai ridicate de populație. Un oraș este definit ca o zonă locuită continuă.

## Fondarea Sfântului Imperiu Roman (secolul al zecelea)

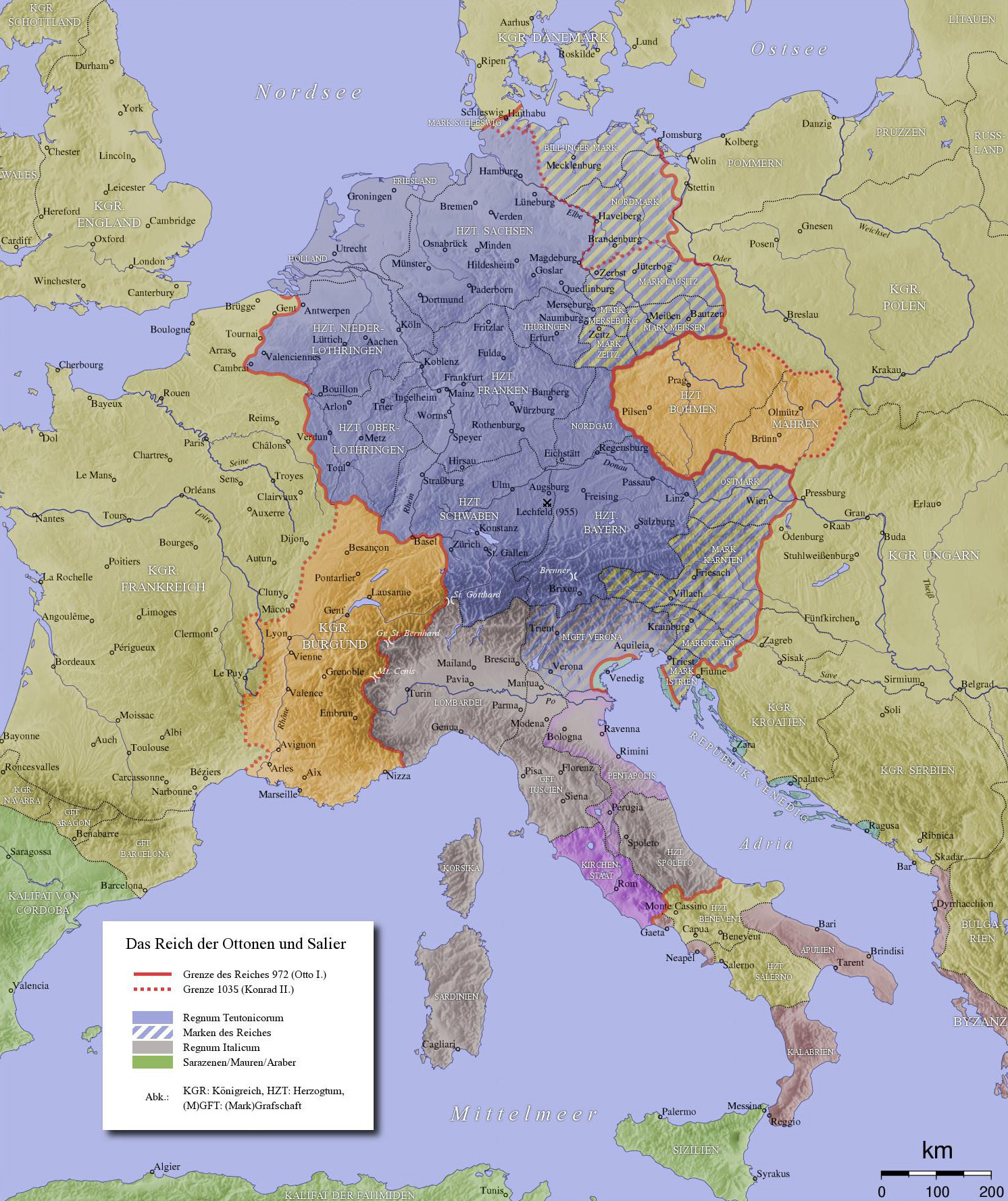
Sub Otto I, Sfântul Imperiu Roman cuprindea Germania, nordul Italiei, Austria și Olanda

Împăratul carolingian Carol cel Gras, adesea bolnav, a provocat o revoltă condusă de nepotul său Arnulf de Carinthia, care a dus la împărțirea Imperiului în regatele Franței, Germaniei și Italiei (de nord) în 887. Profitând de slăbiciunea germană, maghiarii s-au stabilit în Alföld, sau pusta maghiară, și au început o serie de raiduri asupra Germaniei, Italiei și chiar Franței. Nobilii germani l-au ales pe Henric, duce de Saxonia, rege în 919. Puterea sa era doar puțin mai mare decât cea a celorlalți, care erau echivalentele feudale ale vechilor triburi germanice. Fiul lui Henric, Otto I (936-973) a înfrânt o revoltă a ducilor sprijinită de regele francez Ludovic al IV-lea În 951, Otto a plecat în Italia, unde s-a căsătorit cu regina văduvă Adelaide, și-a luat titlul de rege al lombarzilor, și l-a făcut vasal pe regele Italiei Berengar de Ivrea, (950-52). Otto i-a ales pe noii conducători ai ducatelor dintre rudele sale, însă această abordare nu a rezolvat complet problema loialității. Fiul său Liudolf, duce de Suabia, s-a răsculat și i-a chemat pe maghiari în Germania (953) La Lechfeld, în apropiere de Augsburg, Otto i-a înfruntat pe maghiari, obținând o victorie importantă (955). După aceasta, maghiarii au încetat să mai fie o națiune de jefuitori, iar conducătorii lor au creat un regat creștin, Regatul Ungariei (1000). Otto, a fost încoronat împărat (imperator augustus) de papa Ioan al XII-lea la Roma (962). Istoricii consideră acest eveniment drept data fondării Sfântului Imperiu Roman, deși termenul nu a fost folosit decât mult mai târziu. De asemenea, statul ottonian este considerat primul Reich, sau Imperiu German. Otto a folosit titlul imperial fără a-l atașa vreunui teritoriu. El și împărații ulteriori se considerau parte a unei linii continui de împărați care începea de la Carol cel Mare. (Câțiva dintre acești "împărați" erau doar nobili italieni care l-au forțat pe papă să îi încoroneze.) Otto l-a înlăturat pe Ioan al XII-lea, pentru că a conspirat cu Berengar împotriva lui, și l-a numit pe papa Leon al VIII-lea în locul său (963). Berengar a fost capturat și dus în Germania. Ioan a reușit să revină pe scaunul pontifical, dar a murit la scurt timp după aceea.
În afară de fondarea Imperiului German, Otto a creat și așa numitul "sistem bisericesc ottonian", în cadrul căruia clerul (singurul segment al populației cu știință de carte) își asuma îndatoririle unui serviciu civil imperial. El a ridicat papalitatea din politica regională a Romei, și i-a asigurat un statut care să îi permită să își asume conducerea unei biserici internaționale.

## Europa în anul 1000

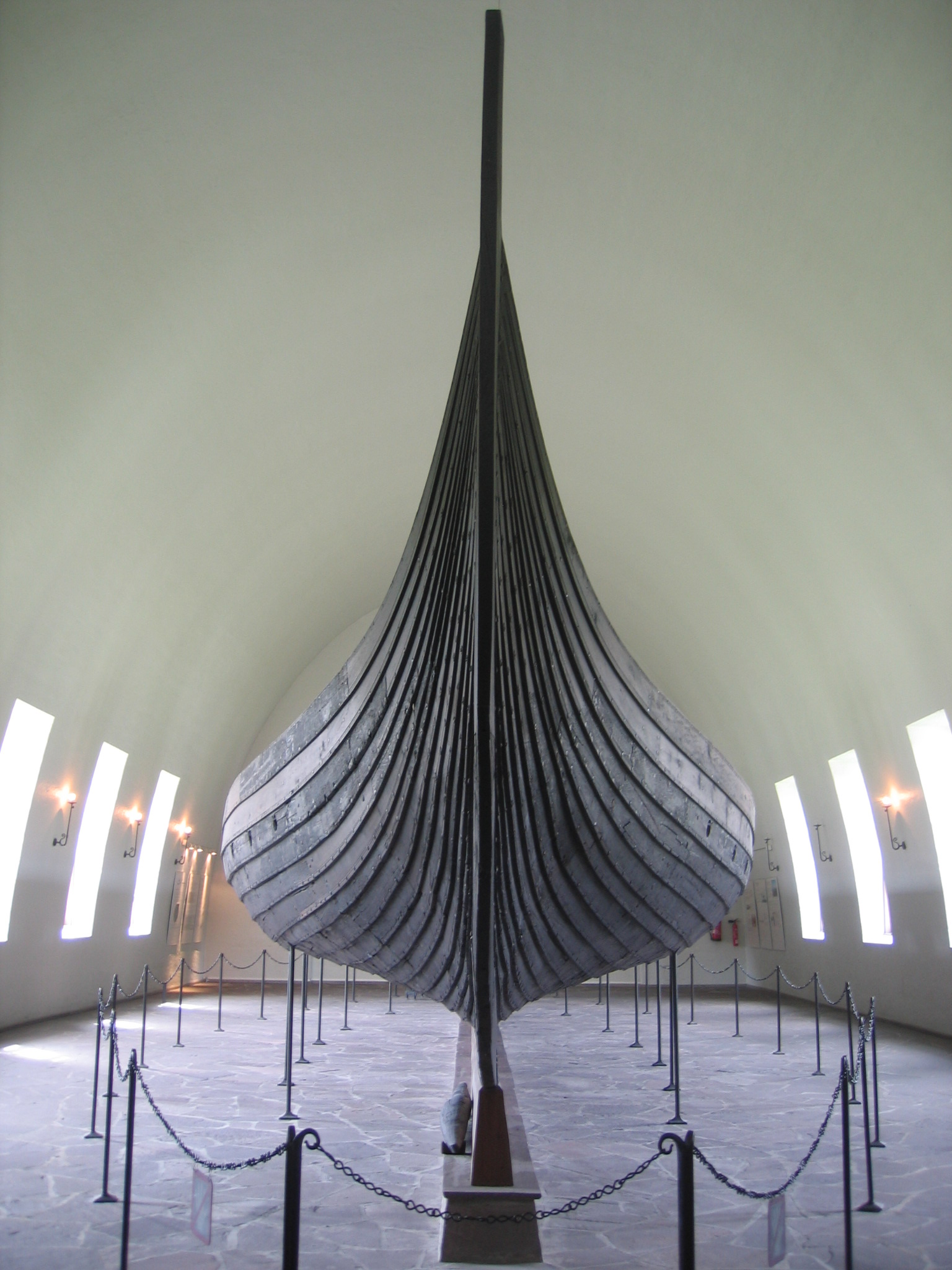
un vas viking din secolul al nouălea.

Speculațiile cu privire la sfârșitul lumii în anul 1000 erau limitate la câțiva călugări francezi. Funcționarii obișnuiți foloseau sistemul anilor regnali, (de exemplu, anul al patrulea din domnia lui Robert al II-lea al Franței). Sistemul actual, "anno domini", era utilizat doar de câțiva cronicari, precum Beda Venerabilul.
Europa era în continuare în urma islamului, cu rețeaua sa vastă de caravane , sau a Chinei, în acel moment cel mai mare imperiu din lume, sub dinastia Song. Constantinopolul avea o populație de aproximativ 300 000 de locuitori, dar Roma avea abia 35 000 iar Parisul 20 000. Arhivat în 21 mai 2011, la Wayback Machine. Arhivat în 19 septembrie 2006, la Wayback Machine. În schimb, islamul avea peste zece orașe importante, de la Cordoba în Spania, până în Asia Centrală.
Anglia, răvășită aproape complet de raidurile vikinge, se afla într-o situație disperată. În 1002, englezii au masacrat mai mulți coloniști danezi, ceea ce a dus la represalii, și la instalarea stăpânirii daneze, în 1013. Creștinarea, însă, s-a dovedit a fi soluția pe termen lung împotriva atacurilor barbare. Scandinavia fusese recent creștinată, iar în regiune au apărut regatele Norvegiei, Suediei și Danemarcei. Rusia Kieveană, recent convertită la ortodoxism, era cel mai mare stat al Europei. Islanda și Ungaria, au devenit ambele creștine în jurul anului 1000.
Tot în această perioadă a început dizolvarea Califatului musulman, o entitate unitară până atunci. Existau conflicte între șiiți și suniți, precum și între perși și arabi. În această perioadă, existau trei califi, unul omeiad în Spania, unul abdasid în Bagdad, și unul fatimid în Egipt. Populația capitalei abbaside, Bagdad, se micșorase la 125 000 (față de 900 000 în 900). Omeiazii erau încă puternici în 1000 dar au intrat repede în declin după 1002 și au dispărut complet în 1031.
În cultura Europei, au apărut mai multe schimbări la scurt timp după anul 1000, care marchează sfârșitul evului mediu timpuriu: apariția comunelor medievale, reapariția vieții urbane, apariția burgheziei, fondarea primelor universități, reintroducerea dreptului roman și începutul literaturii în limbile naționale.
În 1000, papalitatea se afla sub controlul împăratului german Otto al III-lea, sau "împăratul lumii", cum se autonumea. Reformele ulterioare, însă, i-au mărit independența și prestigiul: extinderea rețelei de mănăstiri, construirea primelor catedrale transalpine din piatră și elaborarea unei legi canonice din mulțimea de decrete emise.

## Evul mediu timpuriu în Asia

### China
Dinastia Jin(265 d.H.-420 d.H.). Perioada dinastiilor din Nord și din Sud(420 d.H.-589 d.H.)
Dinastia Jin a fost instaurată în anul 265 d.H., în urma unei lovituri de palat, organizate de generalul Sima Yan din Regatul Wei. Sima Yan făcea parte din familia Sima, care descindea din marele istoric chinez, Sima Qian. Acesta a reușit să unifice întrega Chină, capitala sa inițială fiind Luoyang, iar apoi la Chang'an. În anul 316 d.H. se va încheia dinastia Jin de Vest  (265 d.H.-316 d.H.), următoarea perioadă se va numi Jin de Est (316 d.H.-420 d.H.). Pentru următorii două sute de ani, China va fi cucerită de triburile tibetane, turcice, tangute, mongole și hune, cunoscute sub numele de ,,cele cinci neamuri barbare”. După această perioadă haotică din istoria Chinei, tribul turcic toba a reușit să reunească toate teritoriile nordice, din capitala sa, aflată în provincia Shanxi, întemeind astfel dinastia Wei de Nord, în anul 439. Suvernaii Wei de Nord au strămutat mii de oameni în părțile depopulate ale țării. După anul 485 d.H., statul Wei de Nord a alocat fiecărui cetățean încă în putere un teren agricol, plus un teren unde erau cultivați duzii, folosiți la creșterea viermilor de mătase.

## Axă temporală
Informații suplimentare: Axa temporală a evului mediu
- 476 — Căderea Imperiului Roman de Apus
- 496 — Bătălia de la Tolbiac, Clovis se convertește la catolicism
- 507 — Bătălia de la Vouillé
- 527-565 — Iustinian I
- 535-552 — Războaiele gotice
- 547 — moartea lui Benedict de Nursia
- 590-604 Papa Grigore I
- 597 — moartea lui Columba
- 632 — moartea lui Mahomed
- 632-634 — Abu Bakr
- 634-644 — Omar ibn al-Khattab
- 636 — moartea Isidorei de Sevilia
- 644-656 — Osman bin Affan
- 656-661 — Ali
- 681 — înființarea Primului Țarat Bulgar
- 730 — Iconoclasmul bizantin
- 732 — Bătălia de la Tours
- 735 — moartea lui Beda
- 751 — Pepin cel Scurt fondează Dinastia carolingiană
- 768-814 — Carol cel Mare
- 763-809 — Harun al-Rashid
- 793 — primele raiduri ale vikingilor
- 800 — Carol cel Mare este încoronat împărat al Occidentului
- 843 — Tratatul de la Verdun
- 871-899 — Alfred cel Mare
- 872-930 — Harald I al Norvegiei
- 880 — apariția Rusiei Kievene
- 911 — Tratatul de la Saint-Clair-sur-Epte (Normandia)
- 955 — Bătălia de la Lechfeld
- 962 — Otto I încoronat sfânt împărat roman
- 987-996 — Hugo Capet
- 991 — Bătălia de la Maldon
- 1003 — moartea papei Silvestru al II-lea
- 1054 — Marea Schismă